# Tytus Karpiński
Tytus Bolesław Karpiński (ur. 4 stycznia 1894 roku w Łowiczu, zm. 4 czerwca 1982 w Londynie) – pułkownik obserwator pilot Wojska Polskiego, żołnierz Polskich Sił Powietrznych. Dowódca 11. eskadry wywiadowczej, uczestnik I wojny światowej, wojny polsko-bolszewickiej i II wojny światowej.

## Życiorys
Syn Wawrzyńca i Elżbiety z Białków. W Łowiczu ukończył szkołę realną, a następnie zdał maturę i rozpoczął studia na Wydziale Mechanicznym Warszawskiego Instytutu Politechnicznego Cesarza Mikołaja II. W 1914 r. został powołany do odbycia służby w armii carskiej. Służbę rozpoczął w kawalerii, następnie został skierowany do artylerii. Ukończył szkołę podchorążych artylerii w Odessie i został przydzielony do jednostki moździerzy walczącej na froncie wołyńskim. W 1916 r. po raz pierwszy zetknął się z lotnictwem, z racji swych studiów politechnicznych został przydzielony jako porucznik obserwator artylerii i oficer techniczny do 7. oddziału lotniczego. 2 stycznia 1918 roku wstąpił do III Korpusu Polskiego w Rosji, następnie służył w polskim oddziale awiacyjnym w Odessie.
Jesienią 1918 r. przedostał się do Warszawy pod pretekstem kontynuacji przerwanych studiów. Wstąpił do tajnego Związku Lotników Polskich i wziął udział w zajęciu lotniska mokotowskiego. Należał do sztabu organizującego przejęcie lotniska i był w grupie oficerów pertraktujących kapitulację stacjonujących na nim oddziałów niemieckich. 10 listopada 1918 r. zgłosił się do służby w odrodzonym Wojsku Polskim. Pod koniec listopada, w załodze z por. pil. Miśkiewiczem, uległ katastrofie na lotnisku mokotowskim. 16 grudnia uczestniczył w pierwszej w Polsce przysiędze lotników na wierność Rzeczpospolitej.

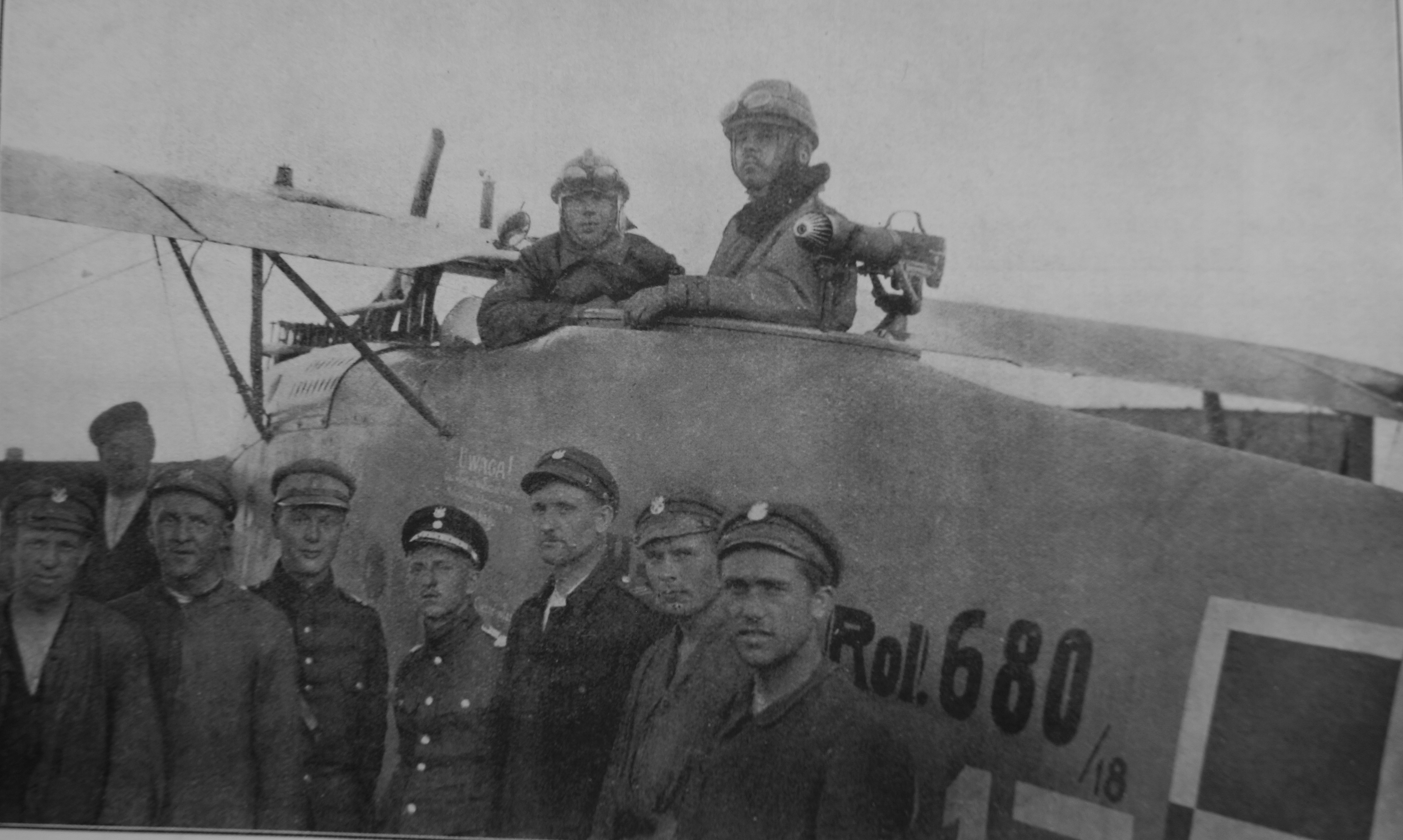
Załoga kpt. pilot Wacław Iwaszkiewicz i por. obs. Tytus Karpiński po locie bojowym

Podczas wojny polsko-bolszewickiej otrzymał przydział do 11. eskadry wywiadowczej, w styczniu 1920 r. objął jej dowództwo. Był jednym z pierwszych dowódców polskich eskadr, którzy przygotowali i wdrożyli polskie regulaminy użycia lotnictwa. Podczas działań bojowych wyróżnił się, w załodze z sierż. pil. Bielem, poprzez nawiązanie łączności z grupą operacyjną kawalerii działającej w kierunku na Słuck.
Po zakończeniu działań wojennych pozostał w Wojsku Polskim. 12 kwietnia 1921 r. został przydzielony do 1. pułku lotniczego jako oficer techniczny. W 1925 r. ukończył w Warszawie szkolenie pilotażowe oraz został awansował do stopnia majora. W 1927 roku został szefem Wydziału Technicznego w Departamencie IV Lotnictwa MSWojsk. W 1928 r. został awansowany do stopnia podpułkownika, a latach 1928–1930 studiował w Paryżu w École Superieure d'Aeronautique et de Constructions Mecaniques, zdobywając tam tytuł inżyniera.
Po ukończeniu studiów powrócił do Polski i 20 listopada 1930 r. objął stanowisko II zastępcy ds. technicznych szefa Departamentu Aeronautyki Ministerstwa Spraw Wojskowych. 30 maja 1931 r. został wybrany do władz LOPP. Wszedł w skład Komitetu budowy pomnika ku czci poległych lotników, który został odsłonięty w 1932 r.  8 lutego 1933 r. został mianowany I zastępcą, w marcu awansował na stopień pułkownika. Również w 1933 r. stanął na czele polskiej ekipy biorącej udział w zawodach o Puchar Gordona Bennetta. Kpt. Franciszek Hynek i por. Zbigniew Burzyński na balonie „Kościuszko” zdobyli wówczas pierwsze miejsce. W listopadzie zainicjował przekształcenie 113. eskadry myśliwskiej nocnej w jednostkę wyposażoną w samoloty jednomiejscowe.
W 1938 r. objął stanowisko zastępcy szefa zaopatrzenia Dowództwa Lotnictwa MSWojsk. Jako zdolny organizator przyczynił się do utworzenia w Szkole Podchorążych Lotnictwa Grupy Technicznej, szkolącej oficerów służby technicznej lotnictwa oraz szkoły mechaników lotniczych. Ponadto zorganizował lotniczą komisję gospodarki materiałowej, komisję wypadków lotniczych oraz rozbudował Instytut Techniczny Lotnictwa i związany z nim Dywizjon Doświadczalny. W sierpniu 1939 r. został szefem kontroli technicznej lotnictwa. 26 sierpnia został przydzielony do Naczelnego Dowództwa Lotnictwa i Obrony Przeciwlotniczej. Po agresji ZSRR na Polskę 17 września został ewakuowany na teren Rumunii.
Udało mu się uniknąć długotrwałego internowania i przedostał się do Francji, gdzie został członkiem komisji kwalifikującej polskich specjalistów lotniczych do pracy we francuskich zakładach lotniczych. Po klęsce Francji przedostał się do Wielkiej Brytanii, gdzie wstąpił do Polskich Sił Powietrznych i otrzymał numer służbowy RAF P-0816. Służył w Inspektoracie Polskich Sił Powietrznych, pełnił funkcję oficera łącznikowego z Dowództwem Obsługi Technicznej RAF. W lipcu 1943 r. objął kierownictwo Polskiego Działu Organizacji, Techniki i Zaopatrzenia.
Kierował zespołem, który w 1944 r. opracował 15-letni plan odbudowy i rozwoju lotnictwa polskiego w okresie powojennym. W 1945 r. został awansowany do brytyjskiego stopnia Air Commodore. Służbę w lotnictwie pełnił do 1949 r. Po demobilizacji zamieszkał w Londynie, był aktywny w środowisku polonijnym. Był m.in. członkiem Stowarzyszenia Techników Polskich w Wielkiej Brytanii. Zmarł w czerwcu 1982 roku w Londynie, został pochowany na cmentarzu South Ealing.

## Ordery i odznaczenia
Był odznaczony:
- Polową Odznaką Obserwatora nr 3[25]
- Krzyżem Walecznych — dwukrotnie[26]
- Krzyżem Oficerskim Orderu Odrodzenia Polski
- Złotym Krzyżem Zasługi (19 marca 1931)[27]
- Krzyżem Komandorskim Orderu Korony Rumunii
- Legią Honorową